# Rhinosimus striolatus
Rhinosimus striolatus is een keversoort uit de familie platsnuitkevers (Salpingidae). De wetenschappelijke naam van de soort werd in 1898 gepubliceerd door Léon Marc Herminie Fairmaire.